# Новая Слобода (Жуковский район)
Новая Слобода — деревня в Жуковском районе Калужской области России. Входит в состав сельского поселения «Село Высокиничи».

## География
Расположена на берегах реки Паж.
Рядом —  Овчинино, Ильинское. 

## История
В 1678 году — Новая слободка — поместье.
До 1776 входила в Оболенский уезд Московской провинции Московской губернии, после относилась к  Малоярославецкому уезду Калужского наместничества, затем губернии.
В 1891 году входила в Авчининскую волость Малоярославецкого уезда.

## Население
| 2002 | 2010 |
| ---- | ---- |
| 289  | ↘275 |